# Luandajärnvägen

Angolas järnvägsnät (interaktiv version)
1067mm spårvidd, 610mm spårvidd

Luandajärnvägen ibland kallad Angolajärnvägen (portugisiska: Caminho de Ferro de Luanda (CFL)) är en 424 km lång enkelspårig järnväg i Angola mellan huvudstaden Luanda och Malanje för passagerar- och frakttrafik. Sträckan drivs av det statligt ägda företaget Caminho de Ferro de Luanda E.P. förkortat CFL EP. 

## Historia
Planer för att utveckla järnväg i Angola började 1887. Två år senare, 1889 byggdes och öppnades sträckan Luanda-Viana-Lucala efter initiativ av ett privat järnvägsföretag. 1909 förlängdes järnvägen österut till Malanje. Senare byggdes en gren från Zemza do Itombe till Dondo. Det angolanska inbördeskriget 1975-2002 gjorde tågtrafik mer eller mindre omöjlig på sträckan.

## Återuppbyggnaden
2005 gav Kina finansiellt stöd genom China International Fund på 350 miljoner USD för en återuppbyggnad, som inkluderade byggnation av 27 stationer och 40 järnvägsbroar.
I slutet på juli 2010 började godståg gå mellan Luanda och Dondo. Den 13 januari 2011 återstartade passagertrafiken mellan Luanda och Malanje, 18 år efter att den stängdes, med ett tåg per dag på den nio timmar långa resan. Den största delen av tågen går från förorterna Viana och Catete till Luanda. Under första halvår 2011 trafikerade sträckan 1 554 303 passagerare och fraktade 411 ton gods. 

## Stationer

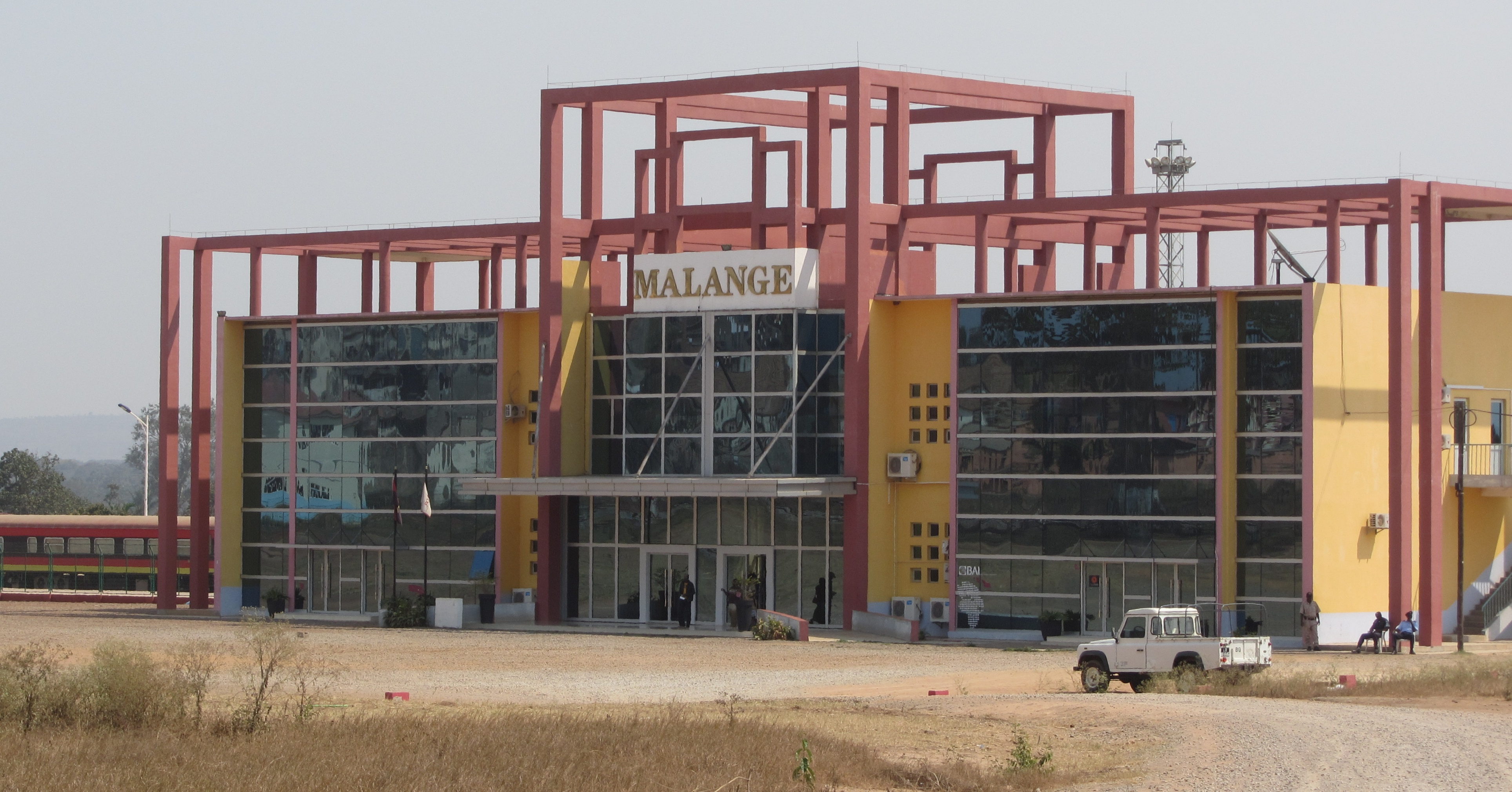
Stationen i Malanje

Längs linjen finns total 21 stationer, med en föreslagen förlängning till Saurimo i nordöstra Angola.

### Huvudstationer
- Luanda - 0 km
- Viana - 22,5 km
- Catete - 65 km
- Zenza do Itombe - 135 km
- Canhoca - 209 km
- Cacuso - 350 km
- Lombe - 400 km
- Malanje - 424 km